# Breitenau (concentratiekamp)
Kamp Breitenau was een heropvoedings- en concentratiekamp, dat in juni 1933 werd opgericht op de landerijen van het voormalige Benedictijnerklooster Breitenau te Guxhagen in Duitsland.

## Periode 1933-1934
In 1874 werd in het klooster een opvoedingsinstituut voor bedelaars, landlopers, prostituees en verwaarloosde jongeren opgericht. Na de machtsovername door de nazi’s werd het kamp voornamelijk gebruikt om politieke tegenstanders uit Duitsland op te sluiten, te straffen en door intimidatie rijp te maken voor een nieuw leven buiten het kamp. In de loop van 1933 werd het kamp uitgebreid met een concentratiekamp. Het kamp werd onder de lokale bevolking als volgt onder de aandacht gebracht:
"Selbstverständlich sollen die Konzentrationslager keine Dauereinrichtung sein. Sie haben lediglich den Zweck, die unsauberen Elemente unschädlich zu machen und sie gegebenenfalls, das muss angestrebt werden, zu Staatsbürgern zu machen, die sich in die neue Form der Volksgemeinschaft willig einreihen."
In september 1933 werden er ook daklozen gedetineerd, die waren opgepakt tijdens een razzia in de Bedelaarsweek (tussen 18 en 25 september 1933). In de loop van 1934 sloot het regime het kamp.

## Periode 1940-1945
In 1940 werd het kamp weer geopend als een Arbeitserziehungslager ten dienste van de Gestapo in Kassel. Werd het kamp in de eerste periode alleen gebruikt voor Duitse gevangenen, nu werden er ook buitenlanders geïnterneerd, die geweigerd hadden te werken voor het Reich of de regels van de nationaalsocialisten hadden geschonden. Door een streng regime moest bereidwilligheid tot werken gekweekt worden. Gevangenen bleven niet lang in het kamp (naar verluidt gemiddeld 56 dagen), zodat ze sneller inzetbaar waren. In deze periode zaten zo’n 6500 buitenlandse en 2000 Duitse gevangenen vast in het kamp, waarvan er 1800 gedeporteerd werden naar andere concentratiekampen.
Gedurende deze periode vonden, als reactie op de wet ter voorkoming van erfelijk belaste nakomelingen, in het kamp testen plaats om te bepalen of er zich personen in het kamp bevonden, die genetisch, erfelijk belast waren met bepaalde ziektes. Een grote groep werd slachtoffer van deze wet en werd in het kader van de Aktion T4 naar een "euthanasie"-centrum gestuurd. Anderen werden verplicht gesteriliseerd.
Het kamp werd kort voor de aankomst van de Amerikaanse troepen in 1945 gesloten.

## Gedenkplaats
Sinds 1984 wordt in een van de gebouwen van het klooster een permanente tentoonstelling gehouden ter herinnering aan de naziperiode. Dit initiatief is opgezet door de Universiteit Kassel. Via de beschikbare documenten wordt een poging gedaan inzicht te geven in de wijze waarop de vervolging door de Gestapo plaatsvond.